# كريزتيان كوتي
كريزتيان كوتي (بالمجرية: Kuti Krisztián)‏ هو لاعب كرة قدم مجري في مركز الدفاع، ولد في 4 ديسمبر 1992 في دبرتسن في المجر. لعب مع نادي دبرتسني.

## وصلات خارجية
- كريزتيان كوتي على موقع اتحاد المجر (الهنغارية)
- كريزتيان كوتي على موقع قاعدة بيانات كرة القدم.إي يو (الإنجليزية)
- كريزتيان كوتي على موقع Soccerway.com (الإنجليزية)